# Bergtjärnen (Färnebo socken, Värmland, 663928-139294)
Bergtjärnen är en sjö i Filipstads kommun i Värmland och ingår i Göta älvs huvudavrinningsområde.